# 巨龜
巨龜（Orlitia borneensis），又名馬來西亞巨龜或澤巨龜，是巨龜屬下的獨有種，分佈在印尼及馬來西亞。能在印度尼西亚和马来西亚发现它们。其种加词“borneensis”意为“婆罗洲的”。

## 保育狀況
其被列為《瀕危野生動植物種國際貿易公約》附錄二的物種，被限制出口及貿易。野生标本商业目的零限额。